# Второ Наумово житие
Второто Наумово житие е среднобългарско агиографско произведение, сред най-старите жития на българския средновековен учен, книжовник и светец Наум Охридски. Написано е в XVI век от неизвестен автор. Смята се, че е преработка на гръцко житие.
За проучването на Второто Наумово житие помага откритото в 1938 година от проф. Иван Дуйчев обширно житие и служба на Свети Наум Охридски на гръцки език, в препис от 1646 година, който е запазен в Атинската народна библиотека.